# 1-cloro-2,4-dinitrobenzene
L'1-cloro-2,4-dinitrobenzene, comunemente abbreviato DNCB, è un nitrocomposto aromatico di formula C6H3Cl(NO2)2. In condizioni standard appare come un solido cristallino ortorombico con habitus aciculare, di colore giallo e dall'odore caratteristico (che può ricordare quello di una mandorla). Poco solubile in acqua, risulta invece ben solubile in dietiletere, benzene, disolfuro di carbonio ed etanolo riscaldato. Allo stato solido può esistere in tre diverse forme dette alfa, beta, e gamma. La forma alfa, ottenuta per cristallizzazione da dietiletere, è la più stabile ed è la forma a cui sono riferite le principali proprietà fisiche tabulate del composto. Le forme beta e gamma, le cui temperature di fusione ammontano rispettivamente a 43 °C e 27 °C, sono invece instabili. Trova impiego a livello industriale nella sintesi di coloranti e pesticidi.

## Sintesi
Il DNCB può essere ottenuto in diversi modi, tra questi i più utilizzati sono la clorurazione dell'1,3-dinitrobenzene, la nitrazione del 2-nitroclorobenzene e la dinitrazione del clorobenzene in acido solforico. Tutte queste reazioni danno luogo in genere alla formazione di composti con sostituzioni indesiderate sull'anello aromatico che dovranno essere successivamente allontanate.

## Utilizzo
Il DNCB viene utilizzato per la sintesi di pesticidi, esplosivi e coloranti, come ad esempio l'Arancio Acido 3. Ricopre anche un importante ruolo nell'ambito della chimica analitica, in quanto trova impiego come reagente nella determinazione qualitativa e quantitativa di sostanze piridiniche come l'acido nicotinico e la nicotinammide. Degno di nota è anche l'utilizzo che ne è stato fatto nella ricerca medica in virtù delle proprietà ipersensibilizzanti ed immunostimolanti del composto. A livello sperimentale con DNCB sono state trattate verruche, condizioni di alopecia e alcune forme neoplastiche. Sono stati studiati i suoi effetti in pazienti affetti da lebbra e sieropositivi all'HIV.